# タイプライターズ〜物書きの世界〜
『タイプライターズ〜物書きの世界〜』（タイプライターズ ものかきのせかい）は、フジテレビ系列で2015年から2024年まで放送されていたバラエティ番組。2015年から2017年まで不定期放送されて、2018年4月からフジテレビとBSフジでレギュラー放送されていた。

## 概要
「アイドル兼小説家」の加藤シゲアキ（NEWS）がMCを務め、さまざまな小説家をゲストに招き、知られざる素顔や執筆の裏側を探求していく、史上初の物書きの物書きによる物書きのためのバラエティ番組。ゲストのゆかりの地や、なじみの場所をロケで共に訪れ、この場所の思い出やエピソードから、小説の着想得る機会、創作の裏側など、幅広くトークを繰り広げていくバラエティ番組である。
2018年4月（地上波第8回）から地上波のフジテレビとBSフジで同時にレギュラー化される。地上波のフジテレビでは4月（春）・7月（夏）・10月（秋）・1月（冬）の季刊で3ヶ月に1回ごと10:25 - 11:50に放送されて、BSフジでは毎月第1土曜日 16:00 - 16:55（JST）に放送されている（放送開始から2022年9月までは毎月最終金曜日 23:00 - 23:55に、2022年10月から12月までは毎月1回土曜日16:00 - 16:55放送されていた）。
不定期時代では主に深夜に放送されていたが、レギュラー化以降はこれまで放送されることがなかった土曜日の朝・昼・夕方に放送されるようになった。
地上波初回放送から第23回まで、又吉直樹（ピース）が加藤と共に2人でMCを担っていたが、2022年2月26日放送の第23回をもって又吉が番組MCを卒業。BSでは同年3月27日放送の第24回で卒業。加藤が単独MCとなった。TVer、FODで見逃し配信も開始された。
2024年の地上波最初の放送である2月17日放送で、加藤が番組の最後に当該回収録時とは別の服装の状態で、当番組がこの回を以って終了することを発表、BSフジの放送も、同年3月2日で終了した。

## 出演者
MC
- 加藤シゲアキ（NEWS）

アシスタント進行
フジテレビアナウンサーが担当。
地上波版
- 宮司愛海 第24回放送（2022年5月21日）〜

BS版
- 堤礼実
- 渡辺和洋

ゲスト
- 毎回異なる小説家が1名又は数名出演。

レギュラー（隔回）
いずれも小説家。
- 羽田圭介 - 地上波のレギュラー放送（第8回、2018年4月7日）より
- 中村文則 - 同上

元MC
- 又吉直樹（ピース） - 初回放送（2015年6月27日）より第23回放送（2022年2月26日）まで

## 放送内容・ゲスト（地上波）
| 回 | 放送日         | ゲスト                                                 | 中村・羽田 | 放送時間      | 備考                                                           |
| -- | -------------- | ------------------------------------------------------ | ---------- | ------------- | -------------------------------------------------------------- |
| 1  | 2015年06月27日 | 朝井リョウ                                             | -          | 1:40 - 2:40   |                                                                |
| 2  | 2015年09月26日 | 羽田圭介                                               | -          | 0:40 - 1:40   |                                                                |
| 3  | 2016年01月04日 | 湊かなえ                                               | -          | 0:40 - 1:40   |                                                                |
| 4  | 2016年09月22日 | 中村文則                                               | -          | 0:35 - 1:35   |                                                                |
| 5  | 2017年01月04日 | 樋口毅宏、古賀史健                                     | -          | 0:40 - 1:40   |                                                                |
| 6  | 2017年07月13日 | 西加奈子、中村文則                                     | -          | 1:10 - 2:10   |                                                                |
| 7  | 2018年01月13日 | 西加奈子、羽田圭介、中村文則                           | -          | 13:30 - 14:30 | テーマは加藤シゲアキ                                           |
| 8  | 2018年04月07日 | 門井慶喜                                               | ○          | 10:25 - 11:50 |                                                                |
| 9  | 2018年07月28日 | 村田沙耶香                                             | ○          | 16:30 - 17:30 |                                                                |
| 10 | 2018年10月13日 | 島本理生                                               | ○          | 10:25 - 11:50 |                                                                |
| 11 | 2019年01月05日 | 伊藤ちひろ、佐久間一行、鈴木晴香、高山一実（乃木坂46） | ○          | 10:25 - 11:50 | 正月スペシャル                                                 |
| 12 | 2019年04月06日 | 町屋良平                                               | ○          | 10:53 - 11:50 |                                                                |
| 13 | 2019年07月06日 | 川上未映子                                             | ○          | 10:53 - 11:50 |                                                                |
| 14 | 2019年12月21日 | 西村京太郎、道尾秀介                                   | ×          | 10:53 - 11:50 |                                                                |
| 15 | 2020年02月22日 | 島田雅彦                                               | ○          | 10:53 - 11:50 |                                                                |
| 16 | 2020年05月02日 | -                                                      | ○          | 10:25 - 11:50 | 5周年記念スペシャル                                            |
| 17 | 2020年07月18日 | 北方謙三                                               | ○          | 10:25 - 11:50 |                                                                |
| 18 | 2020年11月21日 | 綿矢りさ                                               | ○          | 10:25 - 11:50 |                                                                |
| 19 | 2021年02月27日 | 宇佐見りん                                             | ○          | 10:25 - 11:50 |                                                                |
| 20 | 2021年05月15日 | 大沢在昌                                               | ×          | 10:25 - 11:50 |                                                                |
| 21 | 2021年09月25日 | 町田そのこ、凪良ゆう                                   | ×          | 10:25 - 11:50 |                                                                |
| 22 | 2021年12月18日 | 海堂尊                                                 | ×          | 10:25 - 11:50 |                                                                |
| 23 | 2022年02月26日 | 今村翔吾、米澤穂信                                     | ×          | 10:25 - 11:50 | この回をもって又吉が番組MCを降板                               |
| 24 | 2022年05月21日 | 浅田次郎、中井貴一                                     | -          | 10:25 - 11:50 |                                                                |
| 25 | 2022年08月20日 | 恒川光太郎、斉藤壮馬                                   | ○          | 10:25 - 11:50 | 中村、羽田は加藤シゲアキ作家活動10周年特別企画にオンライン出演 |
| 26 | 2022年11月26日 | 深田瞳子、高島礼子                                     | ○          | 10:25 - 11:50 | 中村、羽田は『1と0と加藤シゲアキ』出版記念企画にオンライン出演 |
| 27 | 2023年02月25日 | 宮内悠介、水野良樹（いきものがかり）                   | -          | 10:25 - 11:50 |                                                                |
| 28 | 2023年05月13日 | 柚月裕子                                               | -          | 10:25 - 11:50 |                                                                |
| 29 | 2023年08月19日 | 京極夏彦                                               | -          | 10:25 - 11:50 |                                                                |
| 30 | 2023年11月18日 | 小川哲                                                 | -          | 10:25 - 11:50 |                                                                |
| 31 | 2024年02月17日 | 辻村深月                                               | -          | 10:25 - 11:50 |                                                                |

## 放送内容・ゲスト（BSフジ）
| 回 | 放送日         | 再放送日       | 内容                                                          | ゲスト                                                         | 備考 |
| -- | -------------- | -------------- | ------------------------------------------------------------- | -------------------------------------------------------------- | ---- |
| 1  | 2018年04月27日 | 2018年06月29日 | ゲスト：知念実希人 <前編>                                     | 知念実希人                                                     |      |
| 2  | 2018年05月25日 | 2018年07月27日 | ゲスト：知念実希人 <後編>                                     | 知念実希人                                                     |      |
| 3  | 2018年08月24日 | 2018年10月26日 | テーマ：絵本の世界〜大人にも読んでもらいたいこの一冊〜 <前編> | 磯崎園子、尾木直樹                                             |      |
| 4  | 2018年09月28日 | 2018年11月30日 | テーマ：絵本の世界〜大人にも読んでもらいたいこの一冊〜 <後編> | 磯崎園子、尾木直樹                                             |      |
| 5  | 2018年12月28日 | 2019年02月22日 | テーマ：キャッチコピーの世界 <前編>                           | 福里真一                                                       |      |
| 6  | 2019年01月25日 | 2019年03月29日 | テーマ：キャッチコピーの世界 <後編>                           | 福里真一                                                       |      |
| 7  | 2019年04月26日 | -              | テーマ：作家の休日〜加藤シゲアキ編〜 <前編>                   | 樋口直哉                                                       |      |
| 8  | 2019年05月31日 | -              | テーマ：作家の休日〜加藤シゲアキ編〜 <後編>                   | 樋口直哉                                                       |      |
| -  | 2019年06月28日 | -              | 地上波第1回放送（2015年6月27日）の再放送                      | 朝井リョウ                                                     |      |
| -  | 2019年07月26日 | -              | 地上波第2回放送（2015年9月26日）の再放送                      | 羽田圭介                                                       |      |
| 9  | 2019年08月30日 | -              | テーマ：作家の休日〜又吉直樹編〜 <前編>                       | 門井慶喜                                                       |      |
| 10 | 2019年09月27日 | -              | テーマ：作家の休日〜又吉直樹編〜 <後編>                       | 利重剛                                                         |      |
| -  | 2019年10月25日 | -              | 地上波第3回放送（2016年1月4日）の再放送                       | 湊かなえ                                                       |      |
| -  | 2019年11月29日 | -              | 地上波第4回放送（2016年9月22日）の再放送                      | 中村文則                                                       |      |
| 11 | 2019年12月20日 | -              | 『映画・文学』を支える翻訳の魅力 <前編>                       | 中村文則、羽田圭介、チャド・マレーン                           |      |
| 12 | 2020年01月31日 | -              | 『映画・文学』を支える翻訳の魅力 <後編>                       | チャド・マレーン、菊地浩司                                     |      |
| 13 | 2020年06月26日 | -              | アニメの世界                                                  | 幾原邦彦                                                       |      |
| 14 | 2020年07月31日 | -              | イラストレーターの世界                                        | loundraw、幾原邦彦                                             |      |
| 15 | 2020年10月25日 | -              | ロボットの世界＜前編＞                                        | 古田貴之                                                       |      |
| 16 | 2020年11月29日 | -              | ロボットの世界＜後編＞                                        | 古田貴之                                                       |      |
| 17 | 2021年02月28日 | -              | 言葉と音楽／ラップの世界                                      | いとうせいこう、GOMESS                                         |      |
| 18 | 2021年03月28日 | -              | 作詞・作詞家の世界                                            | 森雪之丞                                                       |      |
| 19 | 2021年06月27日 | -              | 俳句の世界＜前編＞                                            | 堀本裕樹                                                       |      |
| 20 | 2021年07月25日 | -              | 俳句の世界＜後編＞                                            | 堀本裕樹、羽田圭介、中村文則                                   |      |
| -  | 2021年08月29日 | -              | 地上波第15回放送（2020年2月22日）の再放送                     | 島田雅彦                                                       |      |
| -  | 2021年09月26日 | -              | 地上波第16回放送（2020年5月2日）の再放送                      |                                                                |      |
| 21 | 2021年10月31日 | -              | テクノロジーで紡ぎ出す物語〜デジタルアートの世界＜前編＞      | 森山朋絵、せきぐちあいみ                                       |      |
| 22 | 2021年11月28日 | -              | テクノロジーで紡ぎ出す物語〜デジタルアートの世界＜後編＞      | 真鍋大度                                                       |      |
| 23 | 2022年02月27日 | -              | 漫画原作者の世界                                              | 樹林伸                                                         |      |
| 24 | 2022年03月27日 | -              | 奥深いレトルトカレーの世界                                    | 中村文則、羽田圭介                                             |      |
| -  | 2022年04月24日 | -              | 地上波第19回放送（2021年2月27日）の再放送                     | 宇佐見りん                                                     |      |
| -  | 2022年05月29日 | -              | 地上波第20回放送（2021年5月15日）の再放送                     | 大沢在昌                                                       |      |
| 25 | 2022年06月26日 | -              | 雑誌dancyu編                                                  | 植野広生（株式会社プレジデント社 dancyu編集長）                |      |
| 26 | 2022年07月31日 | -              | ボウリング・マガジン編                                        | 高橋早苗（ボウリング・マガジン編集長）                         |      |
| -  | 2022年08月28日 | -              | 地上波第21回放送（2021年9月25日）の再放送                     | 町田そのこ、凪良ゆう                                           |      |
| -  | 2022年09月25日 | -              | 地上波第22回放送（2021年12月18日）の再放送                    | 海堂尊                                                         |      |
| 27 | 2022年10月29日 | -              | MAMOR編                                                       | 高久裕（MAMOR編集長）                                          |      |
| 28 | 2022年11月26日 | -              | いぬのきもち／ねこのきもち編                                  | 田中深雪（いぬのきもち編集長）、真辺陽子（ねこのきもち編集長） |      |
| -  | 2022年12月24日 | -              | 地上波第23回放送（2022年2月26日）の再放送                     | 今村翔吾、米澤穂信                                             |      |
| -  | 2023年01月07日 | -              | 地上波第24回放送（2022年5月21日）の再放送                     | 浅田次郎、中井貴一                                             |      |
| 29 | 2023年02月04日 | -              | 雪合戦マガジン編                                              | 山田雅志（雪合戦マガジン編集長）                               |      |
| 30 | 2023年03月04日 | -              | 週刊ファミ通編                                                | 嵯峨寛子（週刊ファミ通編集長）                                 |      |
| -  | 2023年04月01日 | -              | 地上波第25回放送（2022年8月20日）の再放送                     | 恒川光太郎、斉藤壮馬                                           |      |
| -  | 2023年05月06日 | -              | 地上波第26回放送（2022年11月26日）の再放送                    | 深田瞳子、高島礼子                                             |      |
| 31 | 2023年06月03日 | -              | 田舎暮らしの本編                                              | 柳順一（田舎暮らしの本編集長）                                 |      |
| 32 | 2023年07月08日 | -              | ワンダーJAPON編                                               | 関口勇（ワンダーJAPON編集長）                                  |      |
| -  | 2023年08月05日 | -              | 地上波第27回放送（2023年2月25日）の再放送                     | 宮内悠介、水野良樹（いきものがかり）                           |      |
| -  | 2023年09月02日 | -              | 地上波第28回放送（2023年5月13日）の再放送                     | 柚月裕子                                                       |      |
| 33 | 2023年10月07日 | -              | 月刊サウナ編                                                  | 林和俊（月刊サウナ編集長）                                     |      |

## スタッフ
出典：
第34回時点
- 編成企画：阪本理紗（フジテレビ）
- 構成：池田裕幾、龍田力
- CAM：小野寺和則
- AUD：増田周生
- 編集：藤野誠一
- MA：三好雪花
- 音響効果：矢部公英、飯塚優也
- 技術協力：クラフトフィールド、e-naスタジオ、STELLA
- リサーチ：フルタイム
- 広報：小山雅浩（フジテレビ）
- デスク：高杉みさき
- AD：大枝絵莉
- AP：清藤舞
- ディレクター/演出：勝見拓也（STELLA-TV）、金澤忠延
- プロデューサー：織田実（STELLA-TV）
- チーフプロデューサー：三浦淳（フジテレビ）
- 制作協力：STELLA-TV
- 制作：フジテレビ編成制作局バラエティー制作センター
- 制作著作：フジテレビ

### 過去のスタッフ
- 構成：田中一彦
- TD：陳尾博幸
- CAM：谷川知己、遠藤幸太
- AUD：池田祐介、大村賢之
- VE：小貫毅、関根隆
- 音声：安沢貴幸
- 照明：佐藤博樹、大場佳祐
- 美術プロデューサー：内藤佳奈子
- 美術進行：平山雄大
- 美術：春藤梓
- 装飾：菊池誠
- アクリル装飾：石橋誉礼
- 編集：桜井克也、権田晃一、宮本和典、星貴仁、吉田浩一、篠谷優、竹野秀崇
- MA：片桐麻莉子、浜中美穂、今田尊弥、橋本光平
- 車輌：市倉仁志（京北サービス）
- 素材提供：フォート・キシモト
- 技術協力：映像バンク、FMT、メディアシティ、Re:ctLAB
- 美術協力：フジアール
- 衣装協力：NUMBER（N）INE
- 協力：講談社
- 広報：平井隆、神崎素子、中島久美子（フジテレビ）、藤田麻由子（BSフジ）
- AD：斎藤貴次、永瀬太一、福本朝美、庄司知美、前田玲、青木虹太
- AP：友枝あす香（STELLA-TV）、小塚裕太郎、平澤侑万
- ディレクター：小柴享之
- プロデューサー：中村峰子（フジテレビ）
- 制作協力：FCC